# Geologia histórica
A geologia histórica pode ser definida como o uso dos princípios da geologia para reconstruir e compreender a história da Terra. Em particular, centra-se nos processos geológicos que modificam tanto a superfície da Terra quanto suas camadas subterrâneas; e no uso da estratigrafia, geologia estrutural e paleontologia para sequenciar no tempo a ocorrência destes processos. Enfoca-se também na evolução de plantas e animais durante diferentes períodos da escala de tempo geológico. A descoberta da radioatividade e o desenvolvimento de vários métodos de datação radiométrica na primeira metade do século XX forneceram um meio de obter datações absolutas comparáveis com datações relativas da história geológica.
Geologia econômica, a busca e extração de energia e matérias-primas, é fortemente dependente de uma compreensão da história geológica de uma área. Geologia ambiental, das quais se destacam os riscos geológicos de terremotos e vulcanismo, também deve incluir um conhecimento detalhado da geologia histórica.

## Terminologia
A unidade mais utilizada em geologia histórica é o tempo ou superéon, que consiste em éons somente no Pré-Cambriano. Éons são divididos em eras, que por sua vez são divididos em períodos, épocas e idades. Ao mesmo tempo, paleontólogos definir um sistema de fases da fauna de duração variável, com base nas alterações observadas nos conjuntos de fósseis. Em muitos casos, estas medidas foram tomadas para a vida selvagem nomenclatura geológica, embora, em geral, têm estabelecido estágios mais faunísticos de unidades de tempo geológico.
Geólogos tendem a falar em termos de Alta/Late/Superior, Baixa/Lower/Inferior e Médio para se referir a partes de períodos e de outras unidades, como "Jurássico Inferior" e "Cambriano Médio". Os termos Alta, Baixa e Média muitas vezes aplicado às rochas, enquanto tardia, precoce e médio, muitas vezes aplicado a tempo. Os adjetivos são escritos com iniciais maiúsculas quando a subdivisão é oficialmente reconhecida e minúsculas quando não.
Uma vez que as unidades de tempo geológico que ocorrem simultaneamente em diferentes partes do mundo podem ser diferentes e conter diferentes fósseis, há muitos exemplos históricos de nomes diferentes para o mesmo período em diferentes locais. Por exemplo, na América do Norte o Cambriano Inferior foi denominado série Waucoban. Um aspecto fundamental do trabalho da Comissão Internacional sobre Estratigrafia é conciliar esses conflitos na terminologia e definir os limites universais que podem ser usados em todo o mundo.

### Tabela terminológica
| Unidades Cronoestratigráficas | Unidades Geocronológicas |
| ----------------------------- | ------------------------ |
| éonotemas                     | éons                     |
| eratemas                      | eras                     |
| sistemas                      | períodos                 |
| séries                        | épocas                   |
| andares                       | idades                   |
| cronozonas                    | crons                    |

## Breve história geológica
| Superéon      | Éon          | Era               | Período            | Época        | Começo  |
| ------------- | ------------ | ----------------- | ------------------ | ------------ | ------- |
|               | Fanerozoico  | Cenozoico         | Quaternário        | Holoceno     | 0.0117  |
| Pleistoceno   | Fanerozoico  | Cenozoico         | Quaternário        | 2.558        |         |
| Neogeno       | Fanerozoico  | Cenozoico         | Plioceno           | 5.333*       |         |
| Neogeno       | Fanerozoico  | Cenozoico         | Mioceno            | 23.030*      |         |
| Paleogeno     | Fanerozoico  | Cenozoico         | Oligoceno          | 33.9*        |         |
| Paleogeno     | Fanerozoico  | Cenozoico         | Eoceno             | 56.0*        |         |
| Paleogeno     | Fanerozoico  | Cenozoico         | Paleoceno          | 66.0*        |         |
| Mesozoico     | Fanerozoico  | Cretáceo          | Cretáceo Superior  | 100.5*       |         |
| Mesozoico     | Fanerozoico  | Cretáceo          | Cretáceo Inferior  | c. 145.0     |         |
| Mesozoico     | Fanerozoico  | Jurássico         | Jurássico Superior | 163.5 ± 1.0  |         |
| Mesozoico     | Fanerozoico  | Jurássico         | Jurássico Médio    | 174.1 ± 1.0* |         |
| Mesozoico     | Fanerozoico  | Jurássico         | Jurássico Inferior | 201.3 ± 0.2* |         |
| Mesozoico     | Fanerozoico  | Triássico         | Triássico Superior | c. 235*      |         |
| Mesozoico     | Fanerozoico  | Triássico         | Triássico Médio    | 247.2        |         |
| Mesozoico     | Fanerozoico  | Triássico         | Triássico Inferior | 252.2 ± 0.5* |         |
| Paleozoico    | Fanerozoico  | Permiano          |                    | 298.9 ± 0.2* |         |
| Paleozoico    | Fanerozoico  | Carbonífero       | Pensilvânico       | 323.2 ± 0.4* |         |
| Paleozoico    | Fanerozoico  | Carbonífero       | Mississípico       | 358.9 ± 0.4* |         |
| Paleozoico    | Fanerozoico  | Devoniano         |                    | 419.2 ± 3.2* |         |
| Paleozoico    | Fanerozoico  | Siluriano         |                    | 443.4 ± 1.5* |         |
| Paleozoico    | Fanerozoico  | Ordoviciano       |                    | 485.4 ± 1.9* |         |
| Paleozoico    | Fanerozoico  | Cambriano         |                    | 541.0 ± 1.0* |         |
| Pré-Cambriano | Proterozoico | Neoproterozoico   | Ediacarano         |              | c. 635* |
| Pré-Cambriano | Proterozoico | Neoproterozoico   | Criogeniano        |              | 850     |
| Pré-Cambriano | Proterozoico | Neoproterozoico   | Tônico             |              | 1000    |
| Pré-Cambriano | Proterozoico | Mesoproterozoico  | Estênico           |              | 1200    |
| Pré-Cambriano | Proterozoico | Mesoproterozoico  | Ectásico           |              | 1400    |
| Pré-Cambriano | Proterozoico | Mesoproterozoico  | Calímico           |              | 1600    |
| Pré-Cambriano | Proterozoico | Paleoproterozoico | Estatérico         |              | 1800    |
| Pré-Cambriano | Proterozoico | Paleoproterozoico | Orosírico          |              | 2050    |
| Pré-Cambriano | Proterozoico | Paleoproterozoico | Riácico            |              | 2300    |
| Pré-Cambriano | Proterozoico | Paleoproterozoico | Sidérico           |              | 2500    |
| Pré-Cambriano | Arqueano     | Neoarqueano       |                    |              | 2800    |
| Pré-Cambriano | Arqueano     | Mesoarqueano      |                    | 3200         |         |
| Pré-Cambriano | Arqueano     | Paleoarqueano     |                    | 3600         |         |
| Pré-Cambriano | Arqueano     | Eoarqueano        |                    | 4000         |         |
| Pré-Cambriano | Hadeano      |                   |                    | 4567         |         |